# Arua Hill Sports Club
El Arua Hill Sports Club es un equipo de fútbol con sede de Arua, Uganda. Desde 2021 juega la Liga Premier de Uganda.

## Historia
Arua Hill SC fue fundado en el 2005 como Doves FC por el entrenador Bosco Onama (quien más tarde se unió a Arua Hill como Jefe de Desarrollo Juvenil en 2020), pero pasó a llamarse Doves All Stars después de una fusión en 2014.
Dos años más tarde, Doves venció a Koboko Rising Stars FC 2-1 en los Playoffs de la Liga Regional del Nilo Occidental para obtener el ascenso a la Gran Liga de Uganda; Doves luego terminó 8, 6, 7 y 6 en el Grupo Elgon 2020 de la Gran Liga.
Hasta la temporada 2020-21 terminó primero del Grupo Elgon, logrando el ascenso a la Liga Premier de Uganda por primera vez en su historia y de forma invicta logrando el campeonato de la Gran Liga venciendo 1:0 ante el Tooro United.
En la temporada 2021-22 en su debut en la máxima categoría terminó quinto lugar con 52 puntos, siendo un buen debut en su historia.

## Palmarés
- Gran Liga de Uganda: 1

2021